# 厚唇美洲擬鱥
厚唇美洲擬鱥（学名：Phenacobius crassilabrum）是輻鰭魚綱鯉形目雅羅魚科的其中一個種，分布於北美洲美國維吉尼亞州西部、北卡羅萊納州西部、田納西州及喬治亞州東部的田納西河上游流域，本魚體細長且側扁，口下位呈吸盤狀，腹鰭延伸至肛門，側線上有56-68個鱗片，尾柄周圍有19-20個鱗片，體上部是深橄欖色，背部有深褐色，腹部銀白色，尾鰭基部有2個黃色斑點，體長可達11.2公分，棲息在礫石底質的水潭及急流，以水生昆蟲及有機碎屑為食，生活習性不明。